# Daedalea dochmia
Daedalea dochmia är en svampart som först beskrevs av Berk. & Broome, och fick sitt nu gällande namn av T. Hatt. 2005. Daedalea dochmia ingår i släktet Daedalea och familjen Fomitopsidaceae.   Inga underarter finns listade i Catalogue of Life.